# 소노다 슈타
소노다 슈타(일본어: 其田 秀太, 1969년 2월 6일 ~ )는 일본의 전 축구 선수이다.

## 구단 경력
1988년 일본 사커 리그의 전일본공수(요코하마 플뤼겔스)에 입단했다. 1989년에 일본 사커 리그 준우승. 1993년까지 63경기에 출전하여, 10득점을 넣었다. 1994년 재팬 풋볼 리그의 후지에다 브룩스(아비스파 후쿠오카)로 이적했다. 1995년 재팬 풋볼 리그 우승으로 J1리그로 승격했다. 1997년 사가와 급편 도쿄로 이적했다. 1999년후 현역 은퇴.